# Eddy Savoie
 (juillet 2024).
Eddy Savoie est un homme d'affaires acadien du Québec, fondateur des Résidences Soleil. Il est né le 13 novembre 1943 à Kedgwick, au Nouveau-Brunswick . Sa fortune est estimée à 1,5 milliard de dollars canadiens .

## Biographie
M. Eddy Savoie est né le 13 novembre 1943 à Kedgwick, au Nouveau-Brunswick. À l'âge de 15 ans, il quitte sa ville natale avec peu de ressources pour s'établir à Montréal, attiré par les opportunités de la grande ville.
Eddy Savoie commence sa carrière en travaillant dans une manufacture, où il acquiert de l'expérience en tant qu'apprenti. Le soir, il étudie la plomberie. Son ambition de ne pas être tributaire d'un seul employeur le pousse à envisager l'entrepreneuriat comme une voie vers l'indépendance économique.
En 1964, M. Savoie crée sa propre entreprise de plomberie: Entreprise de Plomberie Chauffage Savoie. Il achète un camion et réalise des contrats, il gagne la confiance de ses clients et les travaux sont de plus en plus importants.
À l'âge de 21 ans, il fonde sa première entreprise dans le domaine de la mécanique du bâtiment. Sa détermination et son esprit d'initiative lui permettent de prospérer malgré les défis initiaux.
Au fil des années , Eddy Savoie élargit ses activités pour inclure la construction générale, réalisant des projets immobiliers qui contribuent au développement urbain de Montréal. Il réalisera plusieurs projets importants pour le gouvernement, dont des travaux importants à l'hôpital Hôtel-Dieu ainsi que les travaux à l'agrandissement des laboratoires de l'hôpital Royal-Victoria, à Montréal. Son engagement envers l'excellence opérationnelle et sa vision novatrice lui valent une reconnaissance croissante dans le secteur de la construction et de l'immobilier.
Parallèlement à ses succès professionnels, Eddy Savoie trouve un soutien indéfectible en la personne de Carmelle Ouellette, dont cette union solide témoigne de l'importance des relations personnelles dans la réussite professionnelle. De cette union 5 enfants: Nataly, Jeannette, Nadine-Coïne, Nancy et Eddy Junior, dont douze petits enfants et onze arrières petits enfants.
Aujourd'hui, Eddy Savoie est reconnu comme un leader dans le domaine des services aux personnes âgées, ayant fondé et dirigé avec succès le Groupe Savoie, une entreprise spécialisée dans les résidences pour aînés au Québec.

### Carrière
Eddy Savoie a commencé sa carrière dans le secteur de l'immobilier. En novembre 1988, il fonde Les Résidences Soleil Manoir Boucherville. Première Résidence Soleil construite au coût d'une dizaine de millions de dollars, avec pour vision de fournir un environnement de vie sûr, confortable et stimulant pour les personnes âgées au Québec.
Sous sa direction l'entreprise a connu une croissance significative et est devenue une référence dans les résidences pour personnes âgées dans la province. L'entreprise gère plusieurs établissements à travers le Québec, offrant des options de logements variés pour les aînés autonomes, semi-autonomes et en perte d'autonomie.

### Réalisations et implication sociale
L’entrepreneur est également sélectionné par le gouvernement pour réaliser le premier centre d’hébergement et de soins de longue durée (CHSLD) en partenariat public-privé au Québec, à Saint-Lambert, accomplissant des économies de l’ordre de 100 M$ sur 25 ans pour les Québécois[source insuffisante].
En dehors de ses activités entrepreneuriales, Eddy Savoie est engagé dans plusieurs causes sociales et philanthropiques. Il soutient activement des initiatives visant à améliorer la qualité de vie des aînés au Québec[source insuffisante], ainsi que des projets visant la santé, l'éducation et le développement communautaire.

## Récompenses et reconnaissances
Eddy Savoie est largement reconnu comme un entrepreneur visionnaire et un pionnier dans le domaine des services aux personnes âgées au Québec. Son travail avec le Groupe Savoie a eu un impact significatif sur la qualité de vie des aînés et a été salué par la communauté et l'industrie.
Le Groupe Savoie a été régulièrement honoré pour son excellence en gestion d'entreprise. Parmi les nombreuses distinctions reçues, il convient de mentionner notamment sa reconnaissance par le prestigieux programme des Sociétés les mieux gérées au Canada, où il  a été récompensé en 2003 et ce, depuis 20 années consécutives. Cette reconnaissance souligne l'engagement continu de l'entreprise envers l'excellence opérationnelle, la croissance durable et l'innovation dans le secteur des services aux personnes âgées.
Eddy Savoie lui-même a été honoré par le Regroupement québécois des résidences pour aînés (RQRA) avec le prix mention spéciale du CA, soulignant son influence positive en tant que pionnier du secteur des résidences pour aînés au Québec.
De plus, le Groupe Savoie a été élu Choix du Consommateur depuis 2003, démontrant ainsi la confiance et la satisfaction des résidents et de leurs familles à l'égard des services fournis par l'entreprise. En 2017, il a également reçu le Prix Coup de cœur du RQRA, témoignant de son engagement exceptionnel envers le bien-être et le confort des aînés dans ses résidences.